# Dixieland

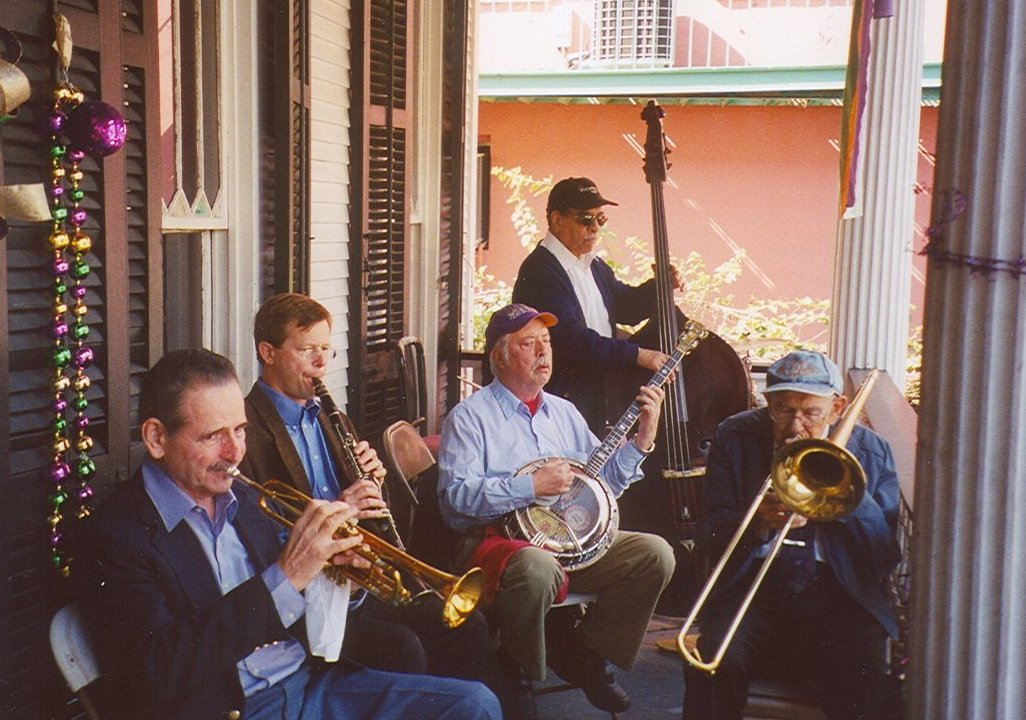
Banda de Jazz en New Orleans tocando en una fiesta de carnaval en una casa del French Quarter (barrio francés). Se componía de los siguientes músicos: Brian O'Connell, Chris Clifton, Chuck Badie, Les Muscutt, Tom Ebert. (2005).

El Dixieland es uno de los estilos de jazz-hot, con predominio de los instrumentos de metal y de la improvisación. Se desarrolla en la década de 1910. Dixieland alcanzó su popularidad máxima en los años 1920, especialmente en ciudades como Chicago y Nueva York, donde los músicos de Nueva Orleans emigraron. Aunque el swing y el bebop finalmente se volvieron más prominentes.
En la década de 1940 comenzó un movimiento de resurgimiento del jazz tradicional, formado como reacción a los sonidos orquestados de la era del swing y el caos percibido de los nuevos sonidos del bebop (denominado "música china" por Cab Calloway), Liderado por los Dukes of Dixieland originales de los hermanos Assunto, el movimiento incluía elementos del Estilo Chicago (véase más abajo) que se desarrolló durante la década de 1920, como el uso de un contrabajo en lugar de una tuba, e instrumentos de acordes como la guitarra, además del formato original del estilo de Nueva Orleans. Eso reflejaba que prácticamente todo el repertorio grabado de los músicos de Nueva Orleans era de la época en que el formato ya estaba evolucionando más allá del formato tradicional de Nueva Orleans. En ese sentido, se puede considerar que "Dixieland" denota el movimiento de renacimiento del jazz desde finales de los años 30 a los 50, tanto como un subgénero concreto del jazz. Los elementos esenciales que se aceptaban dentro del estilo eran las líneas frontales tradicionales formadas por trompetas, trombones y clarinetes, y la improvisación en conjunto sobre un ritmo de dos tiempos.

## Etimología
Los estados sureños de los Estados Unidos se llaman colectivamente "Dixie"  y la palabra "land" significa "tierra".
La primera parte de este vocablo "Dixie", tiene su origen en la pertenencia que tuvo Francia hasta 1803 de la región ubicada entre el río Misisipi y las Montañas Rocosas. Napoleón, sumido en la guerra y urgido de dinero, la vendió a los Estados Unidos por una cifra irrisoria. El idioma francés que se hablaba en la región, hizo que en esa época los billetes de diez dólares emitidos en Luisiana, llevaran impresa la palabra Dix, que quiere decir "diez" en francés, en lugar de Ten en idioma inglés. Poco tiempo después, se comenzó a llamar de forma coloquial a esa región Dix Land o "la tierra del Dix", palabra que por un proceso de transformación, pasó a ser Dixie Land, y posteriormente Dixieland.
Otra hipótesis del origen del vocablo "Dixie" establece que se relaciona con la línea Mason-Dixon, línea de demarcación entre cuatro estados que se convertiría en la línea de separación entre norte y sur de los Estados Unidos tras el Compromiso de Misuri. También se dice que el término "Dixie" deriva de uno de los últimos propietarios de esclavos de Manhattan, antes de que la esclavitud fuera prohibida en ese lugar.

## Historia
La Original Dixieland Jazz Band, que grabó su primer disco en 1917, fue el primer caso en que la música de jazz se denominó «Dixieland», aunque en aquella época el término se refería a la banda, no al género. El sonido de la banda era una combinación de ragtime afroamericano/nueva Orleans y música siciliana. La música de Sicilia fue uno de los muchos géneros de la escena musical de Nueva Orleans durante la década de 1910, junto con la música sacra de iglesia, la música de bandas de música y el blues.
Mucho más tarde, el término Dixieland fue aplicado al jazz primitivo por los revivalistas del jazz tradicional, a partir de las décadas de 1940 y 1950. En su libro Jazz, el crítico Rex Harris definió Dixieland como «Jazz tocado de una manera casi de Nueva Orleans por músicos blancos». El nombre es una referencia al «Viejo Sur», concretamente a todo lo que se encuentra al sur de la línea Mason-Dixon. El término engloba marchas de bandas de música anteriores, Quadrilles francesas, beguine, ragtime y blues con polifónica colectiva. improvisación. Aunque la instrumentación y el tamaño de las bandas pueden ser muy flexibles, la banda «estándar» consta de una «primera línea» de trompeta (o corneta), trombón y clarinete, con una «sección rítmica» de al menos dos de los siguientes instrumentos: guitarra o banjo, bajo de cuerda o tuba, piano y batería. Louis Armstrong's All-Stars fue la banda más popularmente identificada con el Dixieland durante la década de 1940, aunque la propia influencia de Armstrong durante la década de 1920 fue llevar la música más allá del estilo tradicional de Nueva Orleans.
El sonido Dixieland definitivo se crea cuando un instrumento (normalmente la trompeta) toca la melodía o una paráfrasis o variación reconocible de la misma, y los demás instrumentos de la «primera línea» improvisan en torno a esa melodía. Esto crea un sonido más polifónico que el conjunto arreglado de la big band o las melodías directas del bebop.
Durante las décadas de 1930 y 1940, el anterior estilo de improvisación en grupo cayó en desgracia entre la mayoría de los músicos negros más jóvenes, mientras que algunos músicos más veteranos de ambas razas continuaron con el estilo anterior. Aunque los músicos más jóvenes desarrollaron nuevas formas, muchos beboppers veneraban a Armstrong y citaban fragmentos de su música grabada en sus propias improvisaciones.
El renacimiento del Dixieland a finales de los años 40 y 50 se formó como reacción a los sonidos orquestados de la era del swing y al caos percibido de los nuevos sonidos del bebop (llamados «música china» por Cab Calloway).  Liderado por los Dukes of Dixieland originales de los hermanos Assunto, un grupo conocido por su virtuosa improvisación y por grabar el primer grabación estéreo de la historia, el movimiento dio fama a muchos músicos semirretirados en una etapa tardía de sus vidas, además de devolver a músicos retirados al circuito del jazz tras años sin tocar (como Kid Ory y Red Nichols). Muchos grupos de Dixieland de la era del revival imitaron conscientemente las grabaciones y bandas de décadas anteriores. Otros músicos continuaron creando interpretaciones frescas y nuevas melodías. Por ejemplo, en la década de 1950, un estilo llamado «Dixieland progresivo» intentaba mezclar la improvisación polifónica con el ritmo de estilo bebop. Spike Jones & His New Band y Steve Lacy tocaron con este tipo de bandas. Este estilo se denomina a veces «Dixie-bop». Lacy aplicó este enfoque a la música de Thelonious Monk, Charles Mingus, Duke Ellington y Herbie Nichols.
A poco de comenzar el siglo XX, los blancos y criollos pobres del Delta del Misisipi comenzaron a interesarse por el Hot y su influencia produjo algunas variaciones en la forma de tocar de las bandas de Nueva Orleans: se desarrollaron más las improvisaciones, se agilizaron los tempos y se buscaron estructuras rítmicas menos "africanas". El nuevo estilo era "menos expresivo, pero con mayores recursos técnicos", con melodías más pulidas y armonías "limpias". Además, se introdujeron el piano y el saxofón, y se desarrollaron técnicas instrumentales nuevas, como el estilo tailgate de los trombonistas.
Durante la Primera Guerra Mundial, gente de otros países, sobre todo de Europa tuvo que mudarse a Estados Unidos. La mezcla entre los blancos y negros desarrolló este género, que es producto de la mezcla entre el estilo Nueva Orleans (1890-1910) y la música europea. Por eso en este tipo de música suele predominar la etnia blanca.
Sus principales figuras fueron, en una primera época, el corneta Papa Jack Laine, que se reputa como el "padre del dixieland";37 el trompetista y cornetista Nick La Rocca y su Original Dixieland Jazz Band; los Louisiana Five de Anton Lada; el trombonista Edward "Kid" Ory; o los "New Orleans Rhythm Kings" del cornetista Paul Mares. En la década de los 40, el Dixieland disfrutó de un poderoso revival, obteniendo éxito mundial grupos como los Dukes of Dixieland, de los hermanos Frank y Fred Assunto, y aún hoy en día existen bandas con nombres como Tuxedo Jass Band, Onward Jazz Band, Canal Street Jazz Band o Bohème Ragtime Band.

## Características
En el dixieland, tres instrumentos destacan sobre los demás: la tuba, la corneta y el piano. El ritmo y la base armónica corren a cargo de la batería, el bajo, el clarinete y el trombón, aunque muchas veces toman un papel protagonista (interpretado solos improvisados). En el dixieland se desarrollaron técnicas instrumentales específicas, como el estilo tailgate de los trombonistas. Otro instrumento el cual destaca en muchas ocasiones es el banjo.
Generalmente este tipo de música se toca en la calle, incluso se utilizaba para desfilar. En algunas ocasiones, los instrumentos más pesados y difíciles de trasladar al aire libre como el piano, el contrabajo, o la batería, se sustituyen por la tuba y otros instrumentos de percusión, como la caja y los platillos.
El dixieland era tocado por músicos blancos, que imitaban el estilo "Nueva Orleans", que lo tocaban preferentemente músicos negros.

## Formas principales

### Estilo Chicago
El Dixieland evolucionó en gran medida hacia el estilo Chicago a finales de la década de 1910 y el nuevo estilo recibió popularmente ese nombre a principios de la década de 1920.
"Estilo Chicago" se aplica a menudo al sonido de músicos de Chicago como Jimmy McPartland, Eddie Condon, Muggsy Spanier y Bud Freeman. Las secciones rítmicas de estas bandas sustituyen el bajo de cuerda por la tuba y la guitarra por el banjo. Musicalmente, los de Chicago tocan más bien al estilo swing de 4 al compás. La preferencia de los de Nueva Orleans por un sonido de conjunto se desvanece en favor de los solos. El Chicago-style Dixieland también difiere de su origen sureño por su ritmo más rápido, parecido al ajetreo de la vida urbana. Las bandas de estilo Chicago tocan una amplia variedad de melodías, incluidas la mayoría de las de las bandas más tradicionales, además de muchas de las selecciones del Great American Songbook de los años 30 de George Gershwin, Jerome Kern, Cole Porter e Irving Berlin. A menudo se considera que personas que no son de Chicago, como Pee Wee Russell y Bobby Hackett, tocan en este estilo. Este estilo modernizado llegó a llamarse Nicksieland', por la Taberna de Nick, donde era popular, aunque el término no se limitaba a ese club.

### El renacimiento de la Costa Oeste
El West Coast revival es un movimiento iniciado a finales de los años 30 por Lu Watters y su Yerba Buena Jazz Band en San Francisco y extendido por el trombonista Turk Murphy. Comenzó como una reacción al estilo Chicago, más cercano en su desarrollo al swing. El repertorio de estas bandas se basa en la música de Joe "King" Oliver, Jelly Roll Morton, Louis Armstrong y W.C. Handy. Las bandas que tocan en el estilo de la Costa Oeste utilizan banjo y tuba en las secciones rítmicas, que tocan en un estilo rítmico de dos compases.
Entre las melodías tradicionales de Dixieland más interpretadas se encuentran: "When the Saints Go Marching In", "Muskrat Ramble", "Struttin' with Some Barbecue", "Tiger Rag", "Dippermouth Blues", "Milenberg Joys", "Basin Street Blues", "Tin Roof Blues", "At the Jazz Band Ball", "Panama", "I Found a New Baby", "Royal Garden Blues" y muchas otras. Todas estas melodías eran muy interpretadas por las bandas de jazz de la época anterior a la Segunda Guerra Mundial, especialmente por Louis Armstrong. A partir de la década de 1950, se agruparon como estándares de Dixieland.

## Festivales

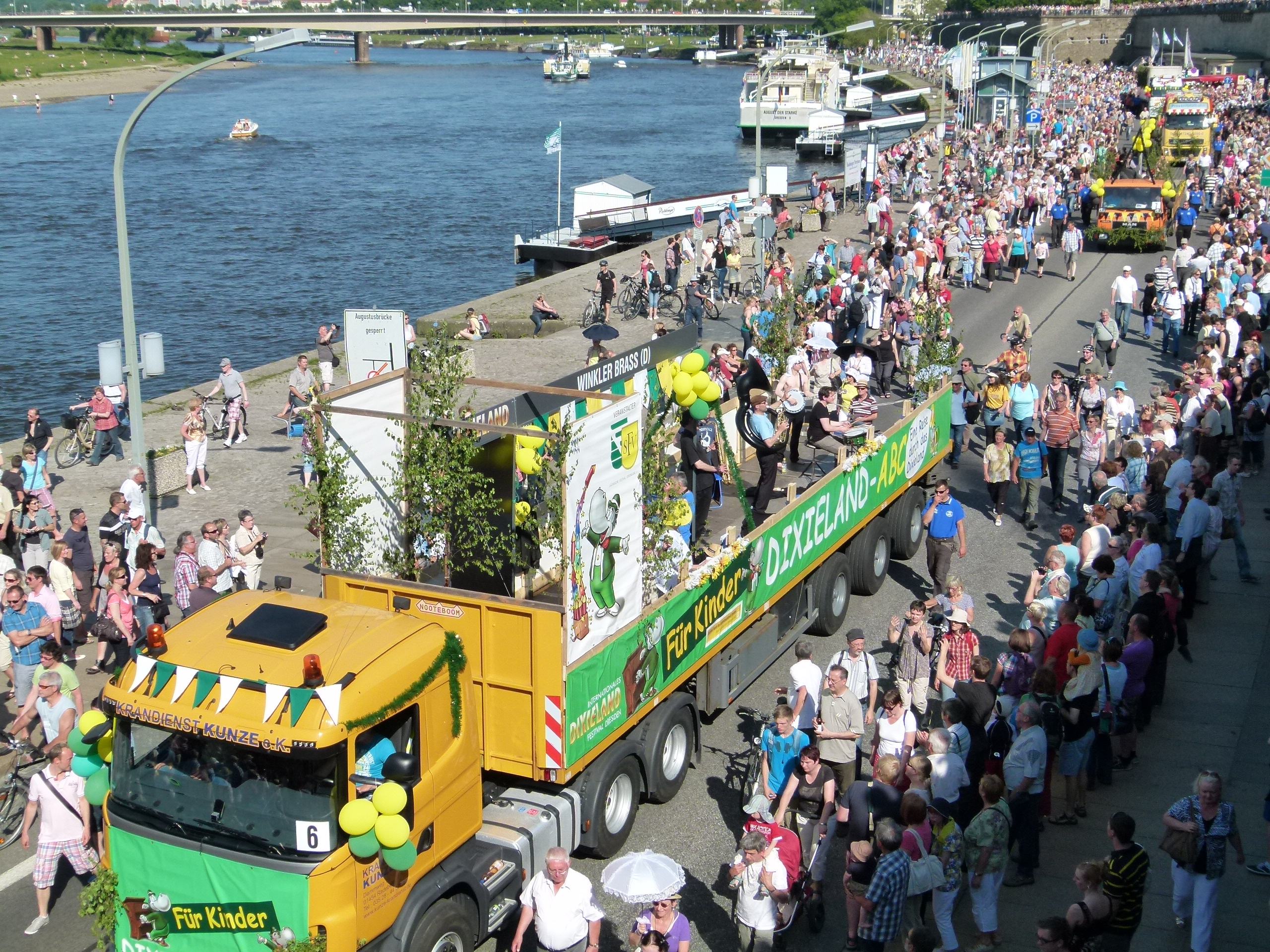
El Festival Internacional de Dixieland en Dresde.

En el mundo existen numerosos festivales dedicados a este estilo del jazz más tradicional. En Europa son especialmente importantes por su trayectoria los de Breda (Países Bajos), Dresde (Alemania), Miskolc (Hungría) y Tarragona (España).
- En Estados Unidos, el mayor festival de jazz tradicional, el Sacramento Jazz Jubilee, se celebraba en Sacramento, California anualmente el fin de semana del Memorial Day, con unos 100.000 visitantes y unas 150 bandas de todo el mundo. Finalizó en 2017 después de 44 años. Otros festivales y fiestas de jazz más pequeños surgieron a finales de la década de 1960, cuando la revolución de la rock desplazó a muchos de los clubes nocturnos de jazz.
- El New Orleans Jazz & Heritage Festival de Nueva Orleans, Luisiana presenta jazz y muchos otros géneros a cargo de conocidos artistas locales, nacionales e internacionales.
- En Tarragona, Cataluña, se celebra anualmente la semana anterior a Semana Santa, desde 1994, el Festival Internacional Dixieland de Tarragona (en catalán: Festival Internacional Dixieland de Tarragona), único festival de Dixieland de España, con 25 bandas de todo el mundo y 100 actuaciones en calles, teatros, cafés y hoteles.
- En Dresde, Alemania, se celebra cada año desde 1970 un festival internacional de Dixieland de una semana de duración, el Internationales Dixieland Festival Dresden. El evento culmina con un desfile de carrozas.
- En Davenport, Iowa, el Bix Beiderbecke Memorial Jazz Festival se celebra cada verano en la ribera del río Misisipi para conmemorar la música Dixieland y la vida del cornetista Bix Beiderbecke, músico de Davenport en la década de 1920. Se combina con una prestigiosa carrera por carretera, la "Bix 7".
- En Gante, Bélgica, se celebra cada año durante la segunda semana de julio un festival internacional de jazz, el Festival de Jazz de Gante.
- En Weiz, Steiermark, Austria, se celebra todos los años en agosto el Festival Dixie y Swing, que incluye conciertos en recintos cerrados, un festival de música callejera y jam sessions nocturnas.

## Renacimiento
El renacimiento del Dixieland renovó el público de los músicos que habían seguido tocando en estilos de jazz tradicionales y reavivó las carreras de los músicos de Nueva Orleans que se habían perdido en la confusión de estilos musicales que se había producido en los años anteriores. Los músicos negros más jóvenes rehuyeron el revival, en gran medida por su desagrado a la hora de adaptar su música a lo que consideraban un entretenimiento nostálgico para un público blanco con el que no compartían esa nostalgia. Sin embargo la asociación del tipo Jim Crow con el nombre "Dixieland" también hizo poco para atraer a los músicos negros más jóvenes a este renacimiento.
La música revival de Dixieland durante las décadas de 1940 y 1950 obtuvo una amplia audiencia que estableció el jazz tradicional como una parte duradera del paisaje cultural estadounidense, y generó movimientos revival en Europa. Melodías conocidas de estándar de jazz como "Basin Street Blues" y "When the Saints Go Marching In" son conocidas incluso por los no aficionados al jazz gracias a la popularidad duradera del jazz tradicional. La canción de protesta de la época de Vietnam "Feel Like I'm Fixin' to Die Rag" se basa en centros tonales y en el estribillo "B" del estándar de Nueva Orleans "Muskrat Ramble". El jazz tradicional es una de las principales atracciones turísticas de Nueva Orleans hasta el día de hoy. Ha sido una influencia en los estilos de músicos más modernos como Charles Mingus y Steve Coleman.
La música de Nueva Orleans combinaba marchas de bandas de música anteriores, cuadrilla francesa, biguine, ragtime y blues con la improvisación colectiva en polifonía. La banda "estándar" está formada por una "primera línea" de trompeta (o corneta), trombón y clarinete, con una "sección rítmica" de al menos dos de los siguientes instrumentos: guitarra o banjo, contrabajo o tuba, piano y batería. El sonido Dixieland se crea cuando un instrumento (normalmente la trompeta) toca la melodía o una variación de la misma, y los demás instrumentos improvisan alrededor de esa melodía. Esto crea un sonido más polifónico que el de la big band de los años 30 o las melodías directas (con o sin armonización) del bebop de los años 40.
El "revival de la Costa Oeste", que utilizaba el banjo y la tuba, comenzó a finales de los años 30 en San Francisco. El "jazz a la antigua" se tocaba con trompetas, trombones y saxofones acompañados por un solo clarinete, sousafón y una sección de percusión de marcha (instrumentos de percusión, normalmente diferentes tipos de tambores especialmente diseñados para tocarse en movimiento) que solía incluir también una tabla de lavar.

## Legado
El Dixieland sentó las bases para muchos estilos posteriores de jazz. Su enfoque en la improvisación y la interacción grupal influyó en todos los géneros de jazz posteriores. Además, su energía y su espíritu alegre continúan cautivando a audiencias alrededor del mundo. El estilo Dixieland es una parte vital de la historia del jazz, conocido por su instrumentación única, improvisación colectiva y ritmos vibrantes, y ha dejado una huella duradera en la música y la cultura popular.

## Publicaciones periódicas
Existen varias publicaciones periódicas activas dedicadas al jazz tradicional: Jazz Rambler, un boletín trimestral distribuido por la America's Finest City Dixieland Jazz Society de San Diego; The Syncopated Times, que cubre el jazz tradicional, el ragtime y el swing; Just Jazz y The Jazz Rag en el Reino Unido; y, hasta cierto punto, Jazz Journal, una publicación exclusivamente en línea con sede en Europa que cubre una variedad de estilos de jazz.